# Robert Habeck
Robert Habeck (Lübeck, 2 september 1969) is een Duits politicus van Bündnis 90/Die Grünen en schrijver. Van 8 december 2021 tot 6 mei 2025 was hij bondsminister van Economie en Klimaat en tevens vicekanselier in het kabinet-Scholz.

## Biografie
Robert Habeck is afkomstig uit de deelstaat Sleeswijk-Holstein: hij werd geboren in Lübeck en doorliep de middelbare school in Heikendorf. Na zijn vervangende burgerdienst vertrok hij in 1991 naar Baden-Württemberg, waar hij filosofie, Duits en filologie studeerde aan de universiteit van Freiburg. Tevens studeerde hij aan de universiteit van Roskilde in Denemarken. In 1996 behaalde Habeck zijn masterdiploma aan de Universiteit Hamburg en vier jaar later promoveerde hij tot doctor in de filosofie.
Hij trouwde in 1996 met Andrea Paluch. Zij kregen samen vier zonen.

### Politieke loopbaan
Habeck sloot zich in 2002 aan bij Bündnis 90/Die Grünen en was voor die partij aanvankelijk lokaal actief in de Kreis Schleswig-Flensburg. In 2009 stapte hij over naar de deelstaatpolitiek van Sleeswijk-Holstein, toen hij samen met Monika Heinold aangeduid werd als Spitzenkandidaat bij de deelstaatverkiezingen van dat jaar. De Groenen gingen er ruim 6% op vooruit en behaalden hun beste resultaat in Sleeswijk-Holstein tot dan toe. Een plaats in de regering kwam er echter niet. Habeck nam zitting in de Landdag van Sleeswijk-Holstein en was daar tot 2012 fractievoorzitter van zijn partij.
Bij de deelstaatverkiezingen van 2012 was Habeck opnieuw lijsttrekker. Bündnis 90/Die Grünen boekte wederom winst en vormde samen met SPD en SSW een regeringscoalitie onder leiding van minister-president Torsten Albig (SPD). Habeck werd aangesteld als vicepremier en minister van Energietransitie, Landbouw en Milieu. Ook na de deelstaatverkiezingen van 2017 bleven de Groenen (ondanks licht verlies) deel uitmaken van de regering van Sleeswijk-Holstein, maar dan in een Jamaica-coalitie met CDU en FDP. In deze regering, met Daniel Günther (CDU) als minister-president, behield Habeck zijn ministerschap en bleef hij vicepremier.
In aanloop naar de Bondsdagverkiezingen van 2017 begon Habeck zich ook op nationaal niveau te profileren. Hij stelde zich verkiesbaar om Spitzenkandidaat van zijn partij te worden, maar verloor nipt van toenmalig co-voorzitter Cem Özdemir. Na de verkiezingen was Habeck wel een van de onderhandelaars voor de vorming van een nieuwe bondsregering (het kabinet-Merkel IV), maar deze gesprekken liepen uiteindelijk op niets uit.
In januari 2018 werden Habeck en Annalena Baerbock verkozen tot bondsvoorzitters van de Groenen. Omdat deze functie volgens de partijstatuten onverenigbaar was met Habecks ambt als deelstaatminister, gaf hij zijn ministerschap in Sleeswijk-Holstein op. Ook trok hij zich terug uit de Landdag.
Onder leiding van Habeck en Baerbock kende de partij een sterke groei en behaalde zij bij verschillende deelstaatverkiezingen en de Europese verkiezingen van 2019 haar beste resultaten ooit. In nationale opiniepeilingen groeide de partij, ten koste van de SPD, uit tot de tweede partij van Duitsland en wist zij op sommige momenten zelfs de CDU/CSU voorbij te streven. In aanloop naar de Bondsdagverkiezingen van 2021 kozen de Groenen ervoor om (in plaats van een duo, zoals gebruikelijk) één kanselierskandidaat aan te wijzen. Tegen veel verwachtingen in werd dit niet Habeck maar Baerbock.
Bündnis 90/Die Grünen behaalde bij de verkiezingen 14,8% van de stemmen en werd daarmee groter dan ooit tevoren. Zij veroverden 118 van de 736 zetels in de Bondsdag. De winst was echter wel minder dan door opiniepeilingen was voorspeld. In de hieropvolgende onderhandelingen voor de vorming van een nieuwe regering speelde Habeck een belangrijke rol. Samen met de SPD en de FDP werd een Verkeerslichtcoalitie gevormd, onder leiding van bondskanselier Olaf Scholz (SPD). In het kabinet-Scholz, dat op 8 december 2021 aantrad, werd Habeck benoemd tot bondsminister van Economie en Klimaat en tevens vicekanselier.
Op 14 februari 2022 werd Habeck als co-voorzitter van zijn partij opgevolgd door Omid Nouripour.

#### Romans en literatuurwetenschap
- Traumblind. Ein Gefühl wie Freiheit. SOLDI-Verlag, Hamburg 1990, ISBN 3-928028-04-9.
- Casimir Ulrich Boehlendorffs Gedichte: eine stilkritische Untersuchung, Königshausen und Neumann, Würzburg 1997, ISBN 9783826012808.
- Die Natur der Literatur. Zur gattungstheoretischen Begründung literarischer Ästhetizität, Verlag Königshausen&Neumann, Würzburg 2001, ISBN 3-8260-2066-9. (= Univ. Hamburg, Diss. 2000)
- Verwirrte Väter – oder: Wann ist der Mann ein Mann. Gütersloher Verlagshaus, Gütersloh 2008, ISBN 978-3-579-06989-0.

#### Politiek
- Patriotismus: ein linkes Plädoyer. Gütersloher Verlagshaus, Gütersloh, 1. Aufl., 2010, ISBN 978-3-579-06874-9.
- Wer wagt, beginnt. Die Politik und ich. Kiepenheuer & Witsch, Köln 2016, ISBN 978-3-462-04949-7.
- Wer wir sein könnten. Warum unsere Demokratie eine offene und vielfältige Sprache braucht. Kiepenheuer & Witsch, Köln 2018, ISBN 978-3-462-05307-4.
- Von hier an anders. Eine politische Skizze. 3. Kiepenheuer & Witsch, Köln 2021, ISBN 978-3-462-05219-0.

#### Met Andrea Paluch
- Hauke Haiens Tod. S. Fischer, Frankfurt am Main 2001, ISBN 3-10-059010-4.
  - (Paperback: Fischer-Taschenbuch-Verlag, Frankfurt am Main 2003, ISBN 3-596-15976-8.)
  - (Herdruk paperback: Piper, München 2006, ISBN 3-492-24699-0.)
- Jagd auf den Wolf. Piper, München 2001
  - (Herziene nieuwe editie: Ruf der Wölfe, Edel Kids Books, Hamburg 2019, 158 S., ISBN 978-3-96129-092-5.)
- Der Schrei der Hyänen. Piper, München 2004, ISBN 3-492-04611-8.
  - (Paperback: Piper, München 2005, ISBN 3-492-24381-9.)
- Der Tag, an dem ich meinen toten Mann traf. Piper, München 2005, ISBN 3-492-04706-8.
- Zwei Wege in den Sommer. Patmos, Düsseldorf 2006, ISBN 3-7941-8046-1.
- Unter dem Gully liegt das Meer. Patmos, Düsseldorf 2007, ISBN 3-7941-8071-2.
- 1918 – Revolution in Kiel: Mit dem Schauspiel „Neunzehnachtzehn“. Boyens, Heide 2008, ISBN 978-3-8042-1264-0.
- SommerGIG. Patmos, Düsseldorf 2009, ISBN 978-3-7941-7075-3.